# Aprozar
Aprozarele au fost în  România comunistă magazine de comercializare cu amănuntul a fructelor, zarzavaturilor și leguminoaselor.

## Originea denumirii
Cuvântul „aprozar” este un acronim (Apro[vizionare] + zar[zavat]) care în limba română s-a referit prima dată la  „Societatea comercială de Stat pentru comercializarea fructelor, zarzavaturilor și leguminoaselor", un operator economic de stat înființat la 16 august 1948, care din același an prin decizia Ministerului Comerțului a căpătat numele respectiv.